# معبد أنتاي

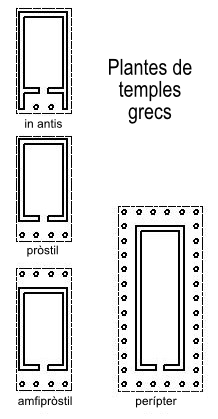
عنتاي، تصاميم معبد معمّد وأعمدة محيطية

معبد أنتاي هو اسم خاص يطلق على المعابد الرومانية (باللغة الإغريقية) التي بها جدران جانبية ممتدة تشكل شرفات في جزئيها الأمامي أو الخلفي أو كليهما وتنتهي بأعمدة هيكلية كانت تسمّى أنتا. إذا كانت الأعمدة موضوعة مسبقاً على الجدران أو الأنتاي، فإن المعيد يسمى بروستايل، أما إذا كانت الأعمدة تحيط بالمعبد فيسمى بيرابتيروس.